# L'Eremita

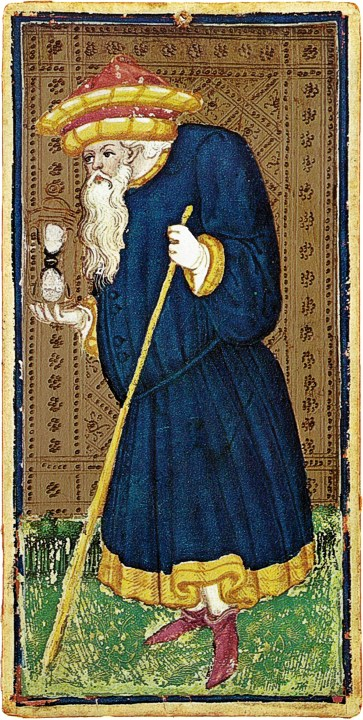
L'Eremita

L'Eremita è la nona carta degli Arcani Maggiori dei Tarocchi.
Altri suoi nomi sono: il Vecchio, il Vegliardo, il Saggio, Diogene, l'Osservatore.

## Rappresentazioni
Un vecchio saggio, con una lunga barba bianca in un ambiente buio e senza stelle (né sole) sorreggendosi ad un bastone o a una canna. 
In analogia all'archetipo del vecchio saggio, e quindi colui che possiede la conoscenza del passato ed il compito del tramandarlo, colui che intraprende un percorso lento, la figura della carta ne mantiene tutti gli elementi: la postura gobba, il bastone, una piccola lanterna. Si appoggia a un nodoso bastone, col quale capta le energie istintive dell'universo, che sa di dover sottomettere e controllare perché non divengano distruttive. 
L'ambiente buio indica che l'Eremita è colui che si è distaccato dai comuni riferimenti (luoghi comuni mai realmente compresi-analizzati dai più ma comunemente considerate "verità" di riferimento). Mentre l'uomo comune ha vie rischiarate dai "neon pubblicitari" delle convenzioni, l'Eremita, distaccatosi da questo, procede (osserva e ricerca) indipendentemente alla ricerca della "vera luce" della Conoscenza (attraverso il proprio esperire). Tale "processo-percorso" di ricerca viene "assolto", o accompagnato, dalla "fiamma-fuoco" della “lanterna” che indica la Simbiosi della Fiamma-Fuoco Primordiale con il genere umano. Questa è tenuta nella mano "destra", parte governata dal cervello sinistro, che indica una continua ed attenta analisi consapevole ad ogni passo.
È la fiamma della lanterna che permette di illuminare e di mettere a fuoco e ciò dice delle capacità dell'Attenzione da dirigere per illuminare e da mettere a fuoco per comprendere. In alcune rappresentazioni l'Eremita protegge la fiamma con un lembo del suo mantello, come a dire che quel sapere va coltivato e protetto, così come vanno protetti coloro che non sono pronti ad accoglierlo. L'Eremita è avvolto da un mantello al fine di non "disperdere" senza motivo la "luce interiore" (del Cuore-Anima) che egli già ha. Luce interiore (che fa diretto riferimento all'Anima) che "gli altri" comunque non potrebbero comprendere e "mal giudicherebbero".
Tale mantello, con l'ambiente buio indica anche del procedere solitario dell'Eremita che si è isolato dagli altri, dai luoghi comuni e dalla cosiddetta normalità.
Nella mano sinistra regge un "bastone" ed indica la capacità di "tastare" il terreno attraverso l'esperire … e attraverso (anche) l'esperienza (memorie ed intuizione interiore ma anche Coscienza degli esperito) acquisito lungo il percorso (evolutivo) già acquisito.
Per ultimo ma certamente non per ordine rivelativo vi è la posizione in piedi dell'Eremita. Tale posizione eretta indica uno stato attivo di osservazione e ricerca.
Nulla indica invece se l'Eremita stia camminando o sia fermo.

## Simbolismi
Alcuni vi hanno visto il grande Maestro, lo "Svelatore delle Verità", che, celato, aiuta coloro che si sono persi e che si fidano di lui. È considerato anche la verità velata, che solo un Filosofo Spirituale è in grado di "svelare" e "rivelare". Per alcuni, è l'essere (prima perso nella "materialità) che diviene alla spiritualità e alla evoluzione (numero 9 ovvero fine di un ciclo).

## Significato
Rappresenta l'osservazione, la ricerca e la comprensione e, di conseguenza, la sapienza e l'ascesa.
Per alcuni l'Eremita rappresenta (tradizionalmente) la cautela e la prudenza (Eliphas Lévi ed altri) ma nell'osservazione della IX carta degli Arcani Maggiori nulla indica tali caratteristiche e certamente il “buio” non comporta per l'Eremita né incertezza né timore visto che l'allontanarsi dalle “luci comuni dei luoghi comuni” (le verità superficiali) è il presupposto stesso all'essere Eremita. L'Eremita quindi indica la ricerca mirata e la filosofia analitica attraverso l'attenta osservazione cosciente. Per Wirth è l'esperienza. È colui che da solo cerca la conoscenza e il sapere.
È dunque Il saggio, lo studioso o ancor meglio il "filosofo delle verità" celate nelle profondità (oltre le superficialità apparenti e dei saperi solo “meccanicistici”) e indica indirettamente anche lo Stato di Consapevolezza. Come tutti gli Arcani, il significato cambia non solo in base alla soluzione assunta nel gioco ma anche in base al verso in cui la carta compare: se dritta o rovesciata. Ad ogni modo si tratta di una carta molto lunga sia nel presentarsi che nel suo perdurare nel tempo, gli eventi preconizzati dall'Eremita potrebbero arrivare fino a sei mesi dal consulto e perdurare molto di più.

### Carta dritta
L'Eremita è una carta che dice del dover "procedere" attraverso una propria (nuova) ricerca e al di la dei "solchi" dei "luoghi comuni" o del proprio "obsoleto" sapere (punti di riferimento). Viene richiesto, per procedere oltre di saper-poter accedere a nuove Logiche interpretative della realtà e di se stessi nel mondo per rinascere. Indica anche che ciò può essere fatto solo attraverso una nuova scoperta della simbiosi con la "Fiamma-Fuoco" primordiale che corrisponde ad un allineamento dell'io (psicologico) alla propria Anima. Nel Buddismo sarebbe rappresentato come la fase di “apprendimento” per poter procedere oltre a Maya. 
Anche se lento, l'Eremita si muove, in modo sicuro e prudente, si tratta quindi di un cambiamento, di una fase di gestazione prima di raggiungere qualcosa di concreto e destinato a durare. Al consultante viene chiesta perseveranza e pazienza, fiducia e ricerca, con la promessa di un buon risultato che anche se sembra lontano è molto più che raggiungibile. Suggerisce di non farsi demoralizzare e di resistere, perché le forze dell'universo sono dalla sua parte. Sono assicurati aiuti e buoni consigli, e una forte protezione, e ancora assicura che si è sulla giusta via. Simboleggia un ottimo legame con il proprio inconscio e la capacità di interpretare i sogni.
In amore l'eremita può simboleggiare una riscoperta della sessualità e di tutte le emozioni a essa legate, oppure un amore più spirituale che erotico; una forte intesa destinata a durare. Il più delle volte l'Arcano annuncia un periodo di solitudine, teso però a grandi sviluppi a venire e alla necessità di ritrovare se stessi.
Sul lavoro invece assicura buone riuscite, ma enfatizza la necessità di perseverare nel tempo e costruire passo dopo passo, anche quando tutto sembra immobile e impossibile. Si invita a perseverare con forza e dedizione. 
Nelle letture in cui l'Arcano raffigura una persona, si tratta spesso di una persona anziana oppure molto saggia che ha raggiunto un elevato livello spirituale. Molto spesso si tratta di una persona che arriva per aiutare, benevola e ben disposta; ancora più spesso si tratta di un membro della famiglia di sesso maschile, più grande del consultante, come il padre, il nonno o addirittura un antenato.

### Carta rovesciata
È una carta che, indica "superficialità” e “dipendenza" a riferimenti personali obsoleti (per la propria crescita evolutiva...), a riferimenti "mai realmente analizzati-interpretati" (= luoghi comuni) che sono una vera e propria "prigione" (psicologica) dalla quale bisogna (necessariamente) uscire. Indica quindi anche egoismo ed egocentrismo.

## Curiosità e analogie
- in alchimia, alcuni assimilano l'Eremita alla Putrefazione ma in realtà tale "Putrefatio" è solo la parte o fase “precedente” o preliminare per accedere allo “Stato di Eremita”
- in astrologia, per alcuni è Giove in Sagittario o Giove in Leone
- nella cabala ebraica, corrisponde alla lettera TH (ebraico teth)
- ne I Ching, corrispondenza con il segno LXI La verità intrinseca e in, senso negativo, con il segno XXXVI L'ottenebramento della luce.
- in magia, è l'ascesi magica ma anche il segreto da non rivelare e sopra tutto l'apprendimento di “… tanto potere a chi NON lo usa … “

## Riferimenti storici e iconografici
Per la sua incessante ricerca è paragonato al filosofo Diogene. Per l'età, a Matusalemme. Per gli aspetti magici, a Apollonio di Tiana, mago e taumaturgo. Non mancano gli aspetti che lo avvicinano al cieco Tiresia, profeta e indovino, che si dice visse sette generazioni umane. Nella dietrologia, è il Grande Vecchio.